# Pavel Dovgal
Pavel Dovgal (n. 22 decembrie 1975, Minsk, RSS Bielorusă, URSS) este un pentatlonist ce a reprezentat Belarus, medaliat olimpic. A participat la 1 ediție a Jocurilor Olimpice (2000) în care a câștigat 1 medalie de bronz.

## Participări
Lista de mai jos prezintă principalele competiții la care a participat Pavel Dovgal de-a lungul carierei.
- modern pentathlon at the 2000 Summer Olympics – men's[*]